# Liste der Biografien/Geh
Liste der Biografien |
Portal Biografien |
Personensuche
# |
A |
B |
C |
D |
E |
F |
G |
H |
I |
J |
K |
L |
M |
N |
O |
P |
Q |
R |
S |
T |
U |
V |
W |
X |
Y |
Z |
?
 
Ga |
Gb |
Gc |
Gd |
Ge |
Gf |
Gh |
Gi |
Gj |
Gk |
Gl |
Gm |
Gn |
Go |
Gp |
Gq |
Gr |
Gs |
Gu |
Gv |
Gw |
Gy |
Gz
 
Gea |
Geb |
Gec |
Ged |
Gee |
Gef |
Geg |
Geh |
Gei |
Gej |
Gek |
Gel |
Gem |
Gen |
Geo |
Gep |
Ger |
Ges |
Get |
Geu |
Gev |
Gew |
Gex |
Gey |
Gez
Die Liste der Biografien führt alle Personen auf, die in der deutschsprachigen Wikipedia einen Artikel haben. Dieses ist eine Teilliste mit 283 Einträgen von Personen, deren Namen mit den Buchstaben „Geh“ beginnt.

## Geh
- Geh, Hans-Peter (1934–2023), deutscher Bibliothekar, Direktor der Württembergischen Landesbibliothek
- Geh, Selvanus (* 1993), indonesischer Badmintonspieler

### Geha
- Geha, Maggie (* 1988), US-amerikanische Schauspielerin und ModelMaggie Geha (* 1988)

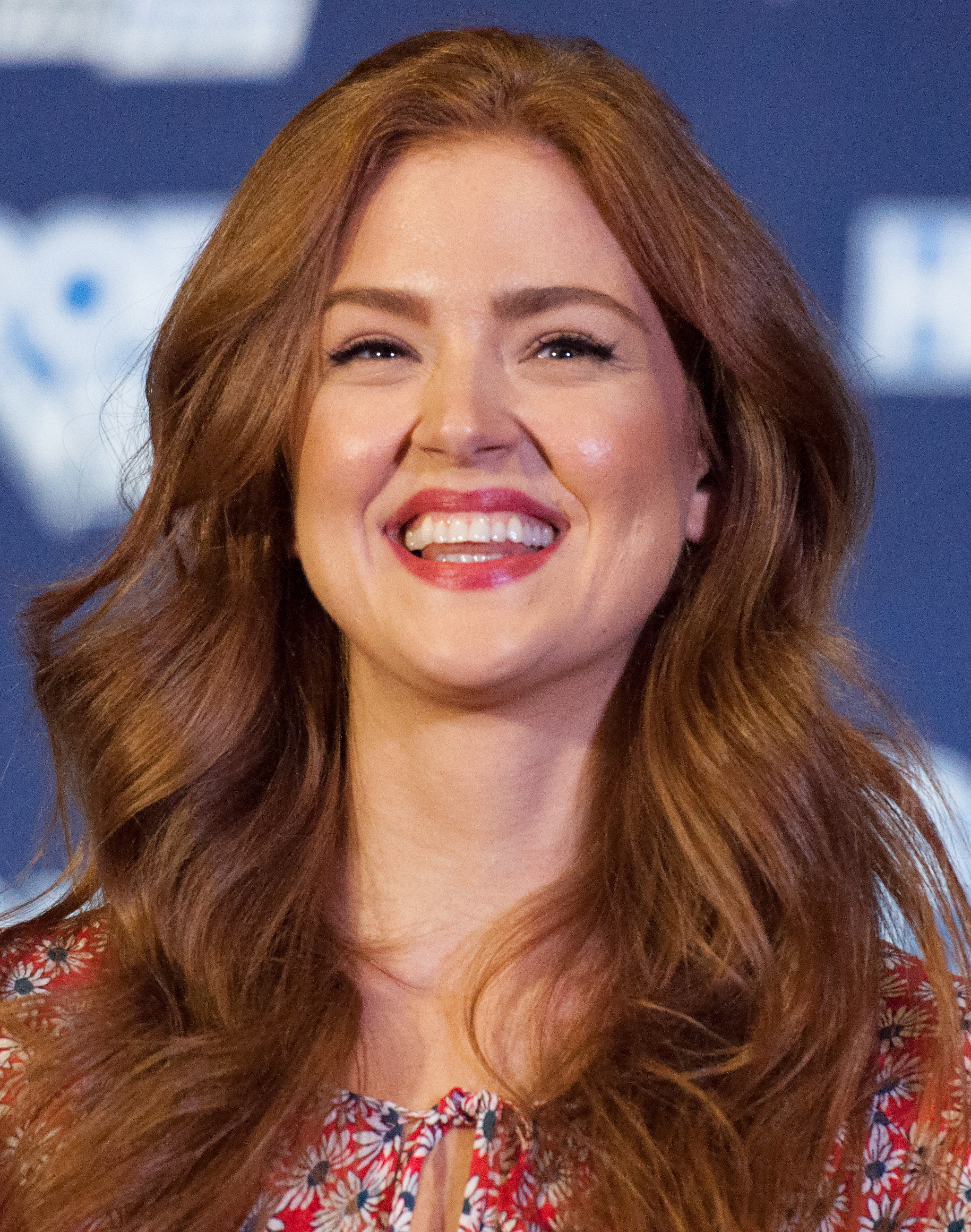
Maggie Geha (* 1988)

- Geha, Missy (* 1987), US-amerikanische Fußballspielerin
- Gehann, Horst (1928–2007), deutscher Komponist, Dirigent, Organist, Cembalist, Musikverleger
- Gehann-Dernbach, Angela (* 1958), deutsche Dirigentin, Organistin, Sängerin und Musikverlegerin
- Gehart, Norbert (* 1960), österreichischer Offizier des Bundesheeres, aktuell Generalleutnant

### Gehb
- Gehb, Jürgen (* 1952), deutscher Politiker (CDU), MdB
- Gehbauer, Alexander (* 1990), österreichischer Mountainbiker
- Gehbauer, Erich (* 1926), deutscher Fußballspieler und Trainer
- Gehbauer, Robert (* 1987), österreichischer Triathlet
- Gehbe, Eduard (1845–1920), deutsch-österreichischer Maler und Graphiker
- Gehben, Ernst (1844–1916), deutscher Auswanderer und Farmer

### Gehe
- Gehe, Eduard Heinrich (1793–1850), deutscher Schriftsteller
- Gehe, Franz Eduard (1797–1875), deutscher Jurist und Kommunalpolitiker
- Gehe, Franz Ludwig (1810–1882), deutscher chemisch-pharmazeutischer Großhandelskaufmann und Unternehmer, Politiker und Philanthrop
- Geheeb, Adalbert (1842–1909), deutscher Botaniker und Moosforscher
- Geheeb, Edith (1885–1982), deutsche Reformpädagogin
- Geheeb, Paul (1870–1961), deutscher ReformpädagogePaul Geheeb (1870–1961)

Paul Geheeb (1870–1961)

- Geheeb, Reinhold (1872–1939), deutscher Romanist und Redakteur des Simplicissimus
- Gehema, Jan Abraham von (1647–1715), deutscher Arzt und Heraldiker
- Géhéniau, Jules (1909–1991), belgischer theoretischer Physiker
- Gehenn, Richard (* 1916), deutscher Geologe
- Gehenot, Igor (* 1989), belgischer Jazzmusiker (Piano, Komposition)
- Geher, Robert (1963–1994), österreichischer Soziologe
- Gehewe, Carl (1796–1856), deutschbaltischer Geistlicher und Förderer der estnischen Sprache

### Gehl
- Gehl, Hans (1939–2022), deutscher Germanist und Sprachforscher
- Gehl, Hermann (1927–2008), deutscher Maschinenbauingenieur und Manager der deutschen und nigerianischen Stahlindustrie
- Gehl, Jan (* 1936), dänischer Architekt und Stadtplaner
- Gehl, Julius (1869–1939), deutscher Politiker (SPD), Präsident des Volkstages der Freien Stadt Danzig
- Gehl, Jürgen (1930–2012), deutscher Jurist und Diplomat
- Gehl, Wilfried (1929–2017), deutscher Ingenieur der Elektrotechnik
- Gehle, Cord Plato von Schloen, gen. (1661–1723), hannoverscher Verwaltungsbeamter
- Gehle, Franz (1841–1895), deutscher Landrat und Historiker
- Gehle, Johannes Albert (* 1960), deutscher Arzt, Präsident der Ärztekammer Westfalen-Lippe
- Gehlen, Adolph Ferdinand (1775–1815), deutscher Chemiker
- Gehlen, Albert (* 1940), belgischer Politiker
- Gehlen, Arnold (1904–1976), deutscher Philosoph und Soziologe
- Gehlen, Boris (* 1973), deutscher Wirtschaftshistoriker
- Gehlen, Dennis (* 1986), deutscher Starcraft-II-Kommentator
- Gehlen, Dirk von (* 1975), deutscher JournalistDirk von Gehlen (* 1975)

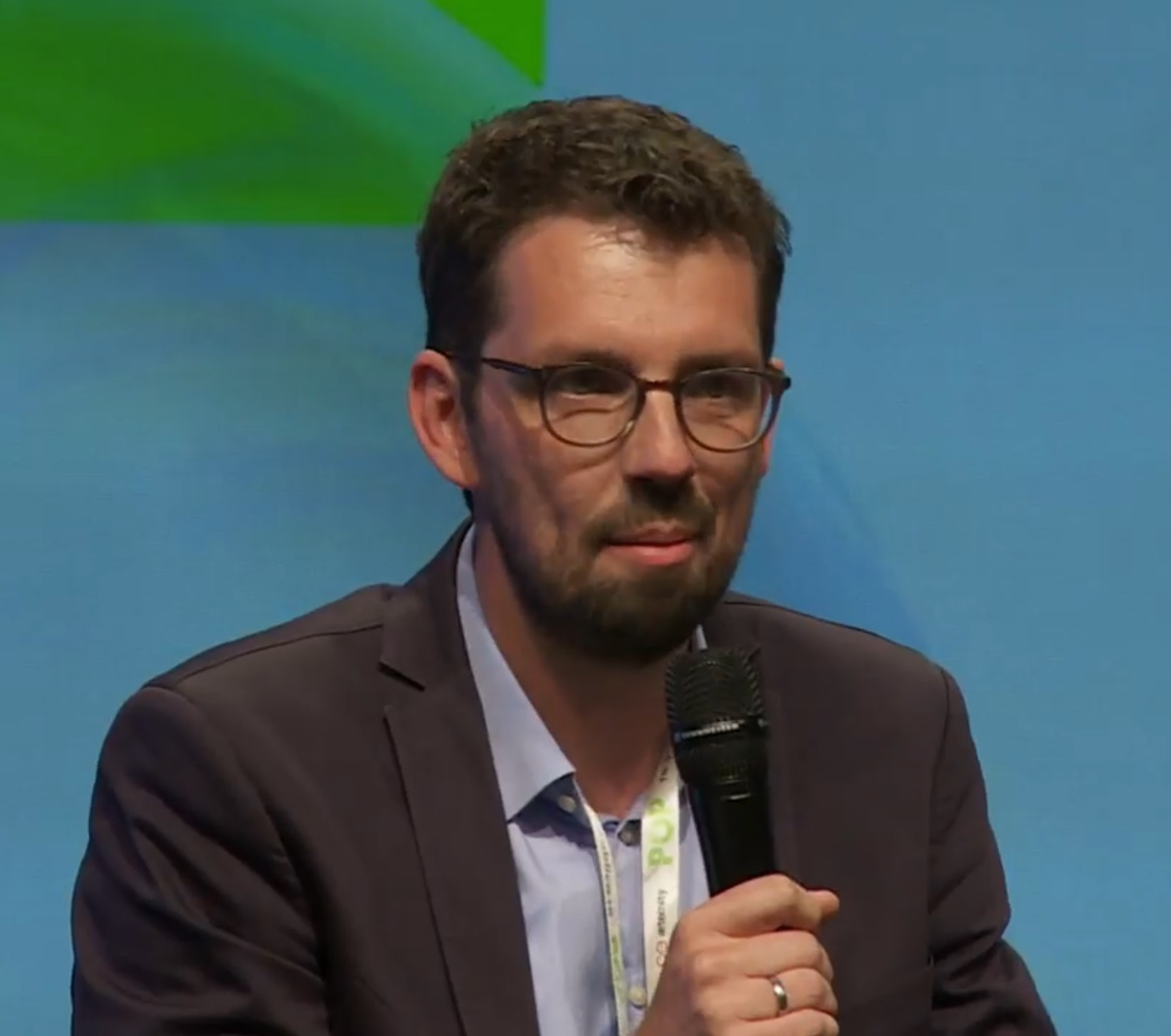
Dirk von Gehlen (* 1975)

- Gehlen, Elmar (* 1943), deutscher Schauspieler und Regisseur
- Gehlen, Johanna Christine (* 1970), deutsche Schauspielerin
- Gehlen, Jörg (1952–2022), deutscher Hörfunk- und Fernsehjournalist, sowie Moderator beim Saarländischen Rundfunk
- Gehlen, Karl (1883–1933), deutscher Luftfahrtingenieur
- Gehlen, Marie-Luise (* 1961), deutsche Fußballspielerin
- Gehlen, Martin (1956–2021), deutscher Journalist
- Gehlen, Paul (1891–1950), deutscher Schriftsteller
- Gehlen, Reinhard (1902–1979), deutscher Nachrichtendienstler, Generalmajor der Wehrmacht und Präsident des BundesnachrichtendienstesReinhard Gehlen (1902–1979)

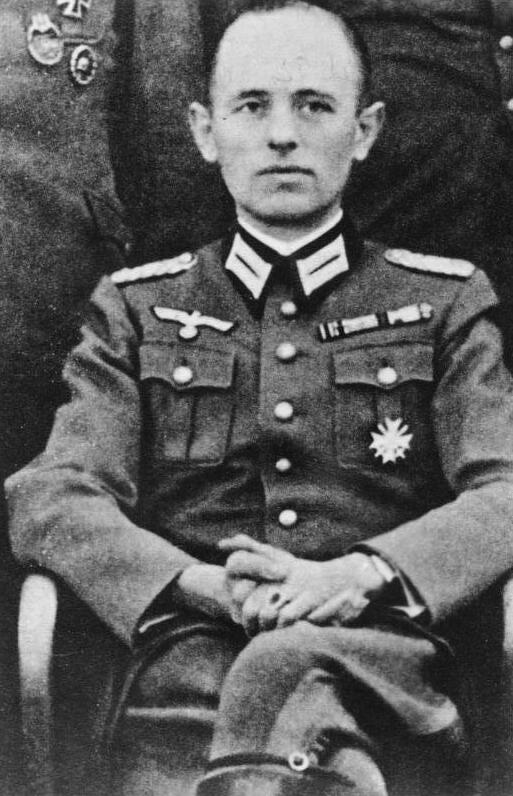
Reinhard Gehlen (1902–1979)

- Gehlen, Roeland (* 1968), niederländischer Geiger
- Gehlen, Walter, deutscher Kanusportler und Weltmeister
- Gehler, Bartholomäus (1601–1676), Sekretär, Bürgermeister und Landesherr
- Gehler, Fred (1937–2023), deutscher Filmkritiker und Filmpublizist
- Gehler, Georg (1927–2020), deutscher Landwirtschaftspädagoge, Heimatforscher und Genealoge
- Gehler, Jan (* 1983), deutscher Theaterregisseur
- Gehler, Jean-Paul (1951–2005), Schweizer Politiker
- Gehler, Johann August Otto (1762–1822), deutscher Jurist und Kommunalpolitiker
- Gehler, Johann Carl (1732–1796), deutscher Arzt und Mineraloge in Leipzig
- Gehler, Johann Samuel Traugott (1751–1795), deutscher Physiker
- Gehler, Johann Wilhelm (1649–1713), Görlitzer Bürgermeister
- Gehler, Johann Wilhelm (1696–1765), Kartograph, Wissenschaftler und neunfacher Görlitzer Bürgermeister
- Gehler, Matthias (* 1954), deutscher Journalist
- Gehler, Michael (* 1962), österreichischer Historiker
- Gehler, Paul (1921–2005), Schweizer Politiker
- Gehler, Ralf (* 1963), deutscher Musikwissenschaftler und Sackpfeifer
- Gehler, Willy (1876–1953), deutscher Bauingenieur und Hochschullehrer
- Gehlert, Armin (1934–2001), deutscher Volkswirt
- Gehlert, Arthur (1833–1904), deutscher Kaufmann, Unternehmer, Politiker (MdR) und Schachkomponist
- Gehlert, Curt August (1842–1899), deutscher Altphilologe und Pädagoge
- Gehlert, Siegfried (1925–2010), deutscher Generalleutnant des Ministeriums für Staatssicherheit
- Gehlfuss, Nick (* 1985), US-amerikanischer Schauspieler
- Gehlhaar, Detlef (* 1964), deutscher Friseur
- Gehlhaar, Franz-Adolf (1937–2016), deutscher Lehrer
- Gehlhaar, Laura (* 1983), deutsche Sozialpädagogin, Bloggerin, Aktivistin und AutorinLaura Gehlhaar (* 1983)

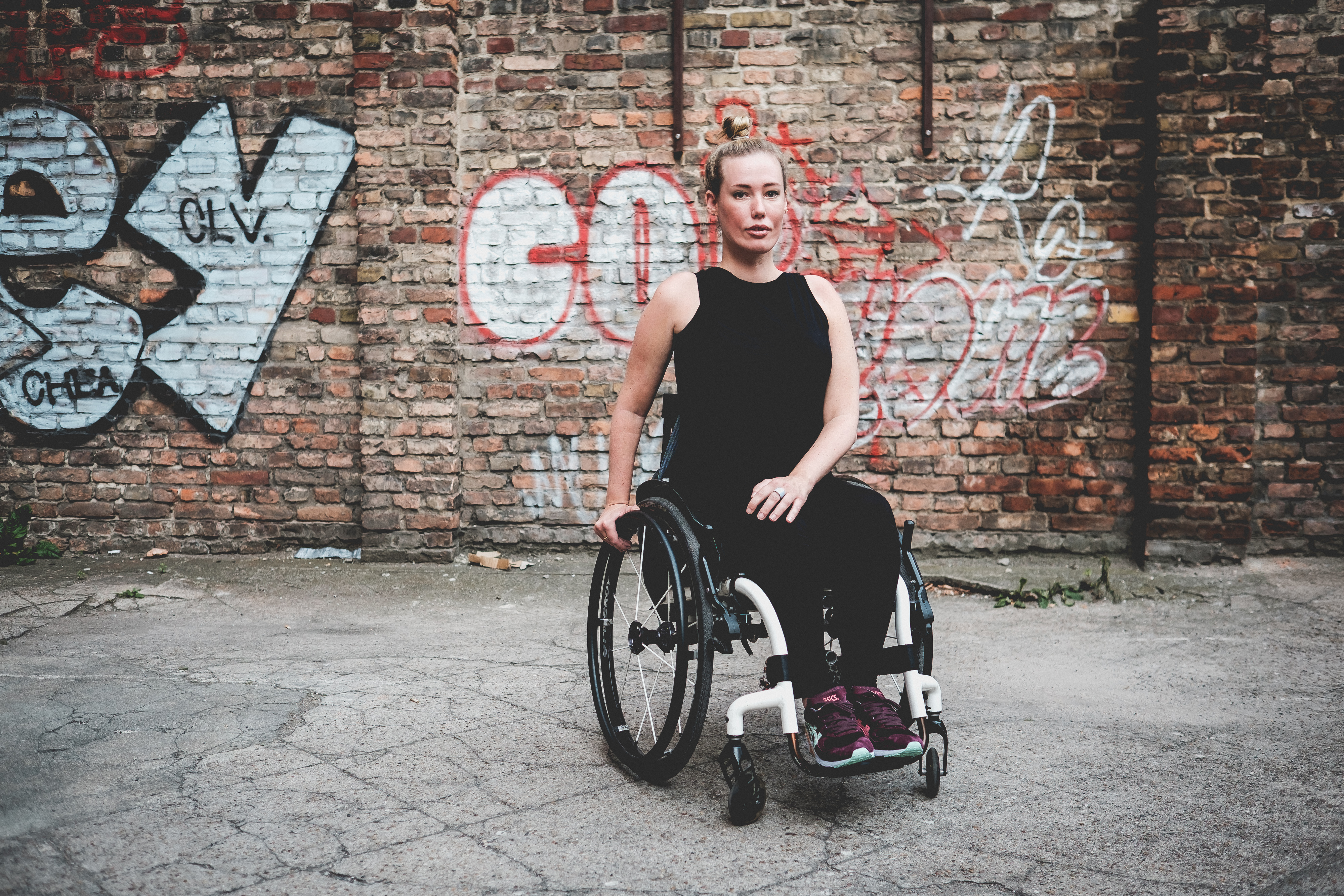
Laura Gehlhaar (* 1983)

- Gehlhaar, Paul (1905–1968), deutscher Fußballspieler
- Gehlhaar, Rolf (1943–2019), amerikanischer Komponist
- Gehlhoff, Christine, deutsche Handballspielerin
- Gehlhoff, Georg (1882–1931), deutscher Physiker
- Gehlhoff, Walter (1922–2004), deutscher Diplomat
- Gehlhoff-Claes, Astrid (1928–2011), deutsche Schriftstellerin und Übersetzerin
- Gehling, Aenne (1901–1984), deutsche Politikerin (CDU), MdL
- Gehlisch, Kurt (1937–2019), deutscher Fußballspieler
- Gehlmann, Andreas (* 1974), deutscher Politiker (AfD), MdL
- Gehloff, Sascha (* 1972), deutscher American-Football-Spieler und -Trainer
- Gehlot, Ashok (* 1951), indischer Politiker
- Gehlsen, Christian (* 1942), deutscher Politiker (CDU, parteilos), MdL
- Gehlsen, Max (1881–1930), deutscher Maler und Musiker

### Gehm
- Gehm, Franziska (* 1974), deutsche Kinder- und Jugendbuchautorin
- Gehm, Hedda (1943–2024), deutsche Filmdramaturgin
- Gehm, Ludwig (1905–2002), sozialdemokratischer Widerstandskämpfer
- Gehmacher, Ernst (1926–2021), österreichischer Publizist und Sozialwissenschaftler
- Gehmacher, Friedrich (1866–1942), österreichischer Jurist und Mitbegründer der Salzburger Festspiele
- Gehmacher, Johann (1716–1782), salzburger-österreichischer Steinmetzmeister des Barock, Richter in Kaisersteinbruch
- Gehmacher, Johann (1751–1821), Steinmetzmeister, eröffnete 1781 den ersten Granitsteinbruch in Mauthausen
- Gehmacher, Johanna (* 1962), österreichische Historikerin
- Gehman, Harold W. junior (* 1942), US-amerikanischer Admiral der US Navy
- Gehmann, Erich (* 1922), deutscher Sportschütze
- Gehmert, Günther (1913–1940), deutscher Leichtathlet
- Gehmert, Manfred (1931–2020), deutscher Militär, Generalleutnant der NVA der DDR und Politiker (SED), MdV
- Gehmlich, Karl-Heinz (1921–2005), deutscher Fußballspieler

### Gehn
- Gehnböck, Sylvia (* 1979), österreichische Triathletin

### Geho
- Gehot, Joseph (* 1756), belgischer Komponist und Violinist

### Gehr
- Gehr, Ferdinand (1896–1996), Schweizer Maler
- Gehr, Hanswerner von (1912–2005), deutscher Schauspieler und Regisseur
- Gehr, Josef (* 1958), deutscher Priester
- Gehr, Theodor (1663–1707), pietistischer Pädagoge
- Gehrcke, Ernst (1878–1960), deutscher Physiker
- Gehrcke, Rolf (* 1932), deutscher Fußballspieler
- Gehrcke, Wolfgang (* 1943), deutscher Politiker (DKP, Die Linke), MdL, MdBWolfgang Gehrcke (* 1943)

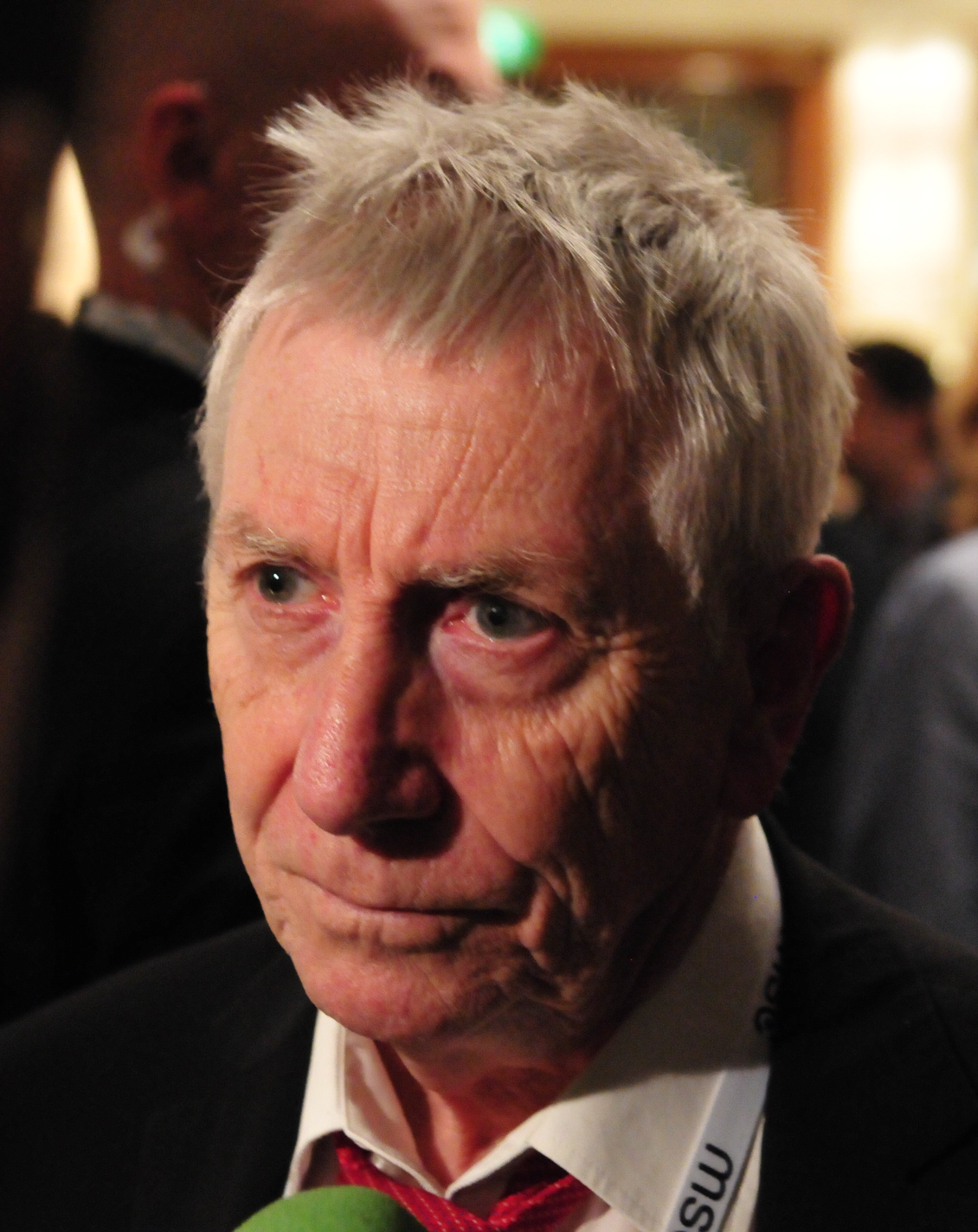
Wolfgang Gehrcke (* 1943)

- Gehrckens, Heinrich Martin (1864–1951), deutscher Reeder
- Gehre, Auguste (1898–1972), deutsch-US-amerikanische Gerechte unter den Völkern
- Gehre, Ludwig (1895–1945), deutscher Offizier und Widerstandskämpfer
- Gehre, Otto (1894–1976), deutscher Former und Politiker (SPD, SED), MdL
- Gehre, Ulrich (1924–2015), deutscher Journalist und Kunsthistoriker
- Gehrels, Franz (1922–2018), deutsch-amerikanischer Wirtschaftswissenschaftler und Hochschullehrer
- Gehrels, Hans (1904–1998), deutscher Landrat
- Gehrels, Neil (1952–2017), US-amerikanischer Astronom
- Gehrels, Tom (1925–2011), niederländisch-amerikanischer Astronom
- Gehren, Amalie von (1769–1819), deutsche Dichterin und Schriftstellerin
- Gehren, August von (1805–1876), deutscher Jurist und Abgeordneter
- Gehren, Christian von (* 1972), deutscher Dirigent
- Gehren, Karl Christian von (1763–1832), deutscher Geistlicher und Schriftsteller
- Gehren, Otto von (1817–1896), deutscher Verwaltungsjurist, MdHdA, MdR
- Gehren, Philipp von (1868–1931), deutscher Verwaltungsjurist und Rittergutsbesitzer
- Gehren, Reinhard von (1865–1930), deutscher Politiker
- Gehrer, Alex, deutscher Sportmanager, Sportfunktionär, Handballspieler und -trainer
- Gehrer, Dietmar (* 1955), erster niedergelassener Tätowierkünstler der Schweiz
- Gehrer, Elisabeth (* 1942), österreichische Politikerin (ÖVP), Landtagsabgeordnete, Abgeordnete zum Nationalrat und BundesministerinElisabeth Gehrer (* 1942)

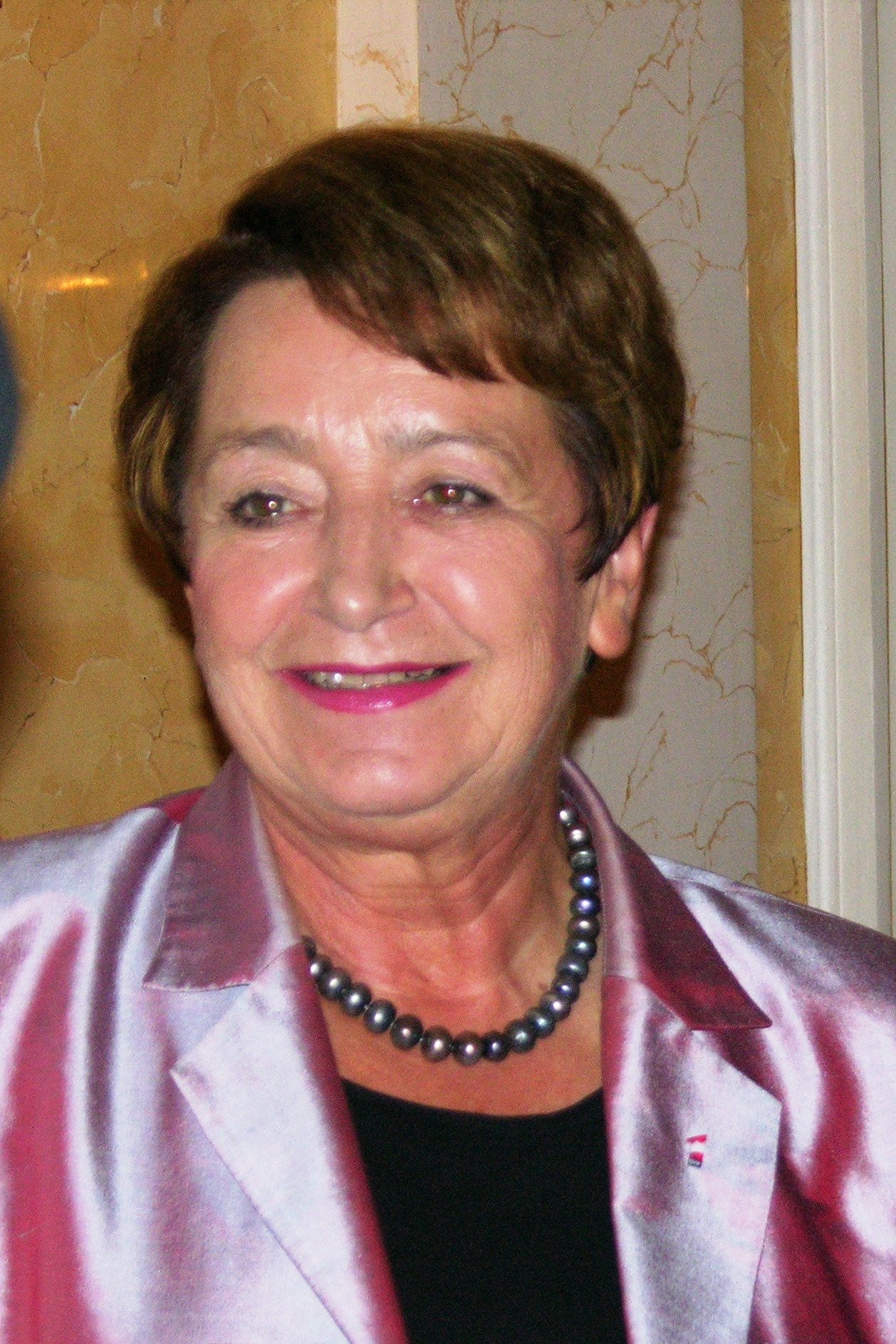
Elisabeth Gehrer (* 1942)

- Gehrer, Emil (1913–1992), österreichischer Bildhauer
- Gehrer, Liz (* 1949), Schweizer Künstlerin, Malerin und Plastikerin
- Gehrer, Martin (* 1957), Schweizer Politiker
- Gehrer, Stefan (* 1967), österreichischer Fernsehjournalist
- Gehres, Siegmund Friedrich (1760–1837), badischer Beamter und Autor historischer Werke
- Gehret, Armin (1923–2019), deutscher Maler, Cartoonist und Zeichner
- Gehret, Jean (1900–1956), Schweizer Schauspieler, Regisseur und Filmproduzent
- Gehret, Reinhard (1949–1986), deutscher Autor
- Gehrhardt, Ernst (1867–1936), deutscher Forstwissenschaftler und Hochschullehrer
- Gehri, Francine-Charlotte (1923–2022), Schweizer Schriftstellerin
- Gehri, Hermann (1879–1944), deutscher Maler
- Gehri, Hermann (1899–1979), Schweizer Ringer
- Gehri, Max (1847–1909), österreichischer Maler und Krippenschnitzer
- Gehri, Michael (* 1957), deutscher Polizist in Baden-Württemberg und Polizeipräsident von Offenburg
- Gehrich, Hermann, deutscher Genre-, Porträt- und Landschaftsmaler der Düsseldorfer Schule
- Gehricke, Ferdinand Ludwig (1812–1884), deutscher Komponist
- Gehricke, Karl-Heinrich (1929–2010), deutscher Jurist und Museumsgründer
- Gehrig, Alfred (1912–1995), Schweizer Manager und Politiker
- Gehrig, Astrid (* 1964), deutsche Historikerin
- Gehrig, Bruno (* 1946), Schweizer Manager und Hochschullehrer
- Gehrig, Eric (* 1987), US-amerikanischer Fußballspieler
- Gehrig, Franz (1915–2012), deutscher römisch-katholischer Priester und Heimatforscher
- Gehrig, Hans (1882–1968), deutscher Volkswirt
- Gehrig, Harald (* 1954), deutscher Diplomat
- Gehrig, Herman (1904–1967), deutscher Architekt
- Gehrig, Johann Martin (1768–1825), deutscher römisch-katholischer Geistlicher
- Gehrig, Johannes (1797–1877), deutscher Landwirt und Landtagsabgeordneter im Großherzogtum Hessen
- Gehrig, Klaus (* 1948), deutscher Manager
- Gehrig, Leo (* 1946), Schweizer Psychologe
- Gehrig, Lou (1903–1941), US-amerikanischer BaseballspielerLou Gehrig (1903–1941)

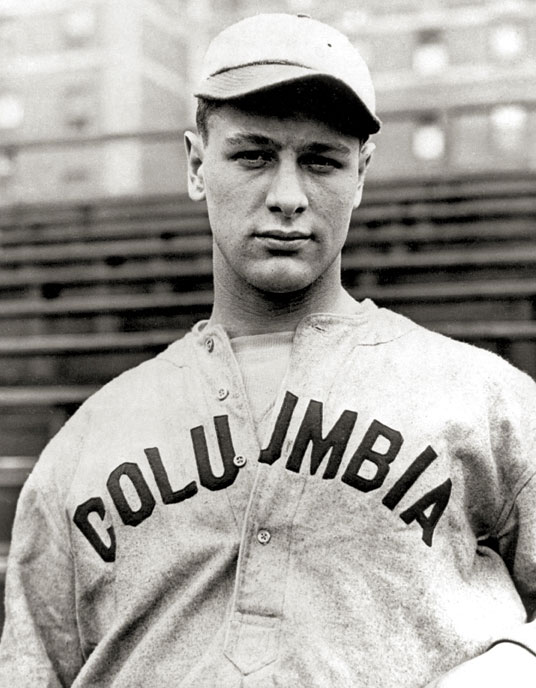
Lou Gehrig (1903–1941)

- Gehrig, Maja (* 1978), Schweizer Animationsfilmemacherin
- Gehrig, Mario (* 1971), deutscher Eishockeyspieler
- Gehrig, Max (* 1968), deutscher Kabarettist, Comedian, Moderator und Schauspieler
- Gehrig, Oscar (1890–1948), deutscher Kunsthistoriker
- Gehrig, Patric (* 1971), Schweizer Schauspieler, Regisseur und Theaterproduzent
- Gehrig, Peter (1935–2013), deutscher Dokumentarfilmer
- Gehrig, Richard (1897–1978), deutscher Politiker (NSDAP), MdR
- Gehrig, Rudolf (* 1993), deutscher Journalist und TV-Moderator
- Gehrig, Sonja (* 1970), Schweizer Politikerin (Grünliberale)
- Gehrig, Thomas Paul (* 1960), deutsch-amerikanischer Wirtschaftswissenschaftler
- Gehrig, Ulrich (1932–2019), deutscher Klassischer Archäologe
- Gehrig-Targis, Franz Edwin (1896–1968), deutscher Maler, Grafiker und Bildhauer
- Gehring, Albrecht (1898–1985), deutscher Politiker (CDU), MdL, MdB
- Gehring, Alfred (1892–1972), deutscher Agrikulturchemiker
- Gehring, Anna (* 1996), deutsche Langstreckenläuferin
- Gehring, Christian (1903–1956), deutscher Kulturjournalist
- Gehring, Christian (* 1979), deutscher Politiker (CDU)Christian Gehring (* 1979)

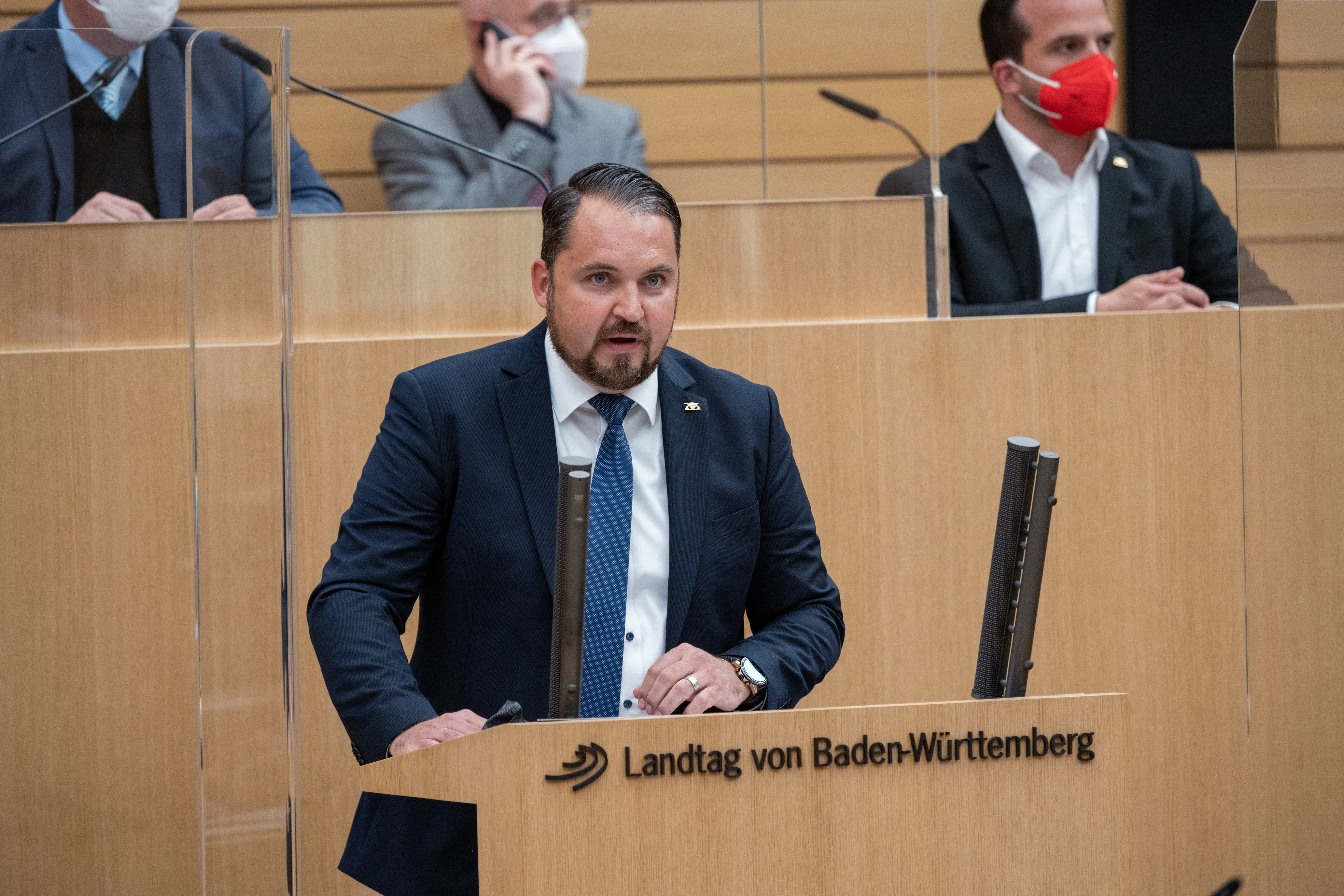
Christian Gehring (* 1979)

- Gehring, Eline (* 1984), deutsche Filmregisseurin und Drehbuchautorin
- Gehring, Flip (1929–2013), niederländischer Jazzmusiker (Vibraphon, Piano, auch Tenorsaxophon)
- Gehring, Franz (1838–1884), deutscher Musikpublizist
- Gehring, Frederick (1925–2012), US-amerikanischer Mathematiker
- Gehring, Georg (1887–1953), deutscher Politiker (BVP, CSU), MdL Bayern und Bürgermeister
- Gehring, Georg (1903–1943), deutscher Ringer
- Gehring, Gerhard (1945–2016), deutscher Biathlet
- Gehring, Gillian (* 1941), britische Physikerin
- Gehring, Gustav (1827–1893), deutscher Jurist, Politiker und Erfinder
- Gehring, Hanni (1926–2011), deutsche Skilangläuferin
- Gehring, Heinrich (1929–2022), deutscher Jurist, Richter am Bundesarbeitsgericht a. D.
- Gehring, Hermann (* 1943), deutscher Wirtschaftswissenschaftler
- Gehring, Holger (* 1969), deutscher Organist
- Gehring, Hubert (* 1957), deutscher Politiker (CDU), MdL
- Gehring, Johann Wilhelm (1721–1787), Komponist und Musiker
- Gehring, Johannes (1874–1961), deutscher evangelischer Theologe, Herausgeber einer Fachzeitschrift für evangelische Kinderpflege
- Gehring, Justin (1904–1957), deutscher Ringer
- Gehring, Kai (* 1977), deutscher Politiker (Bündnis 90/Die Grünen), MdBKai Gehring (* 1977)

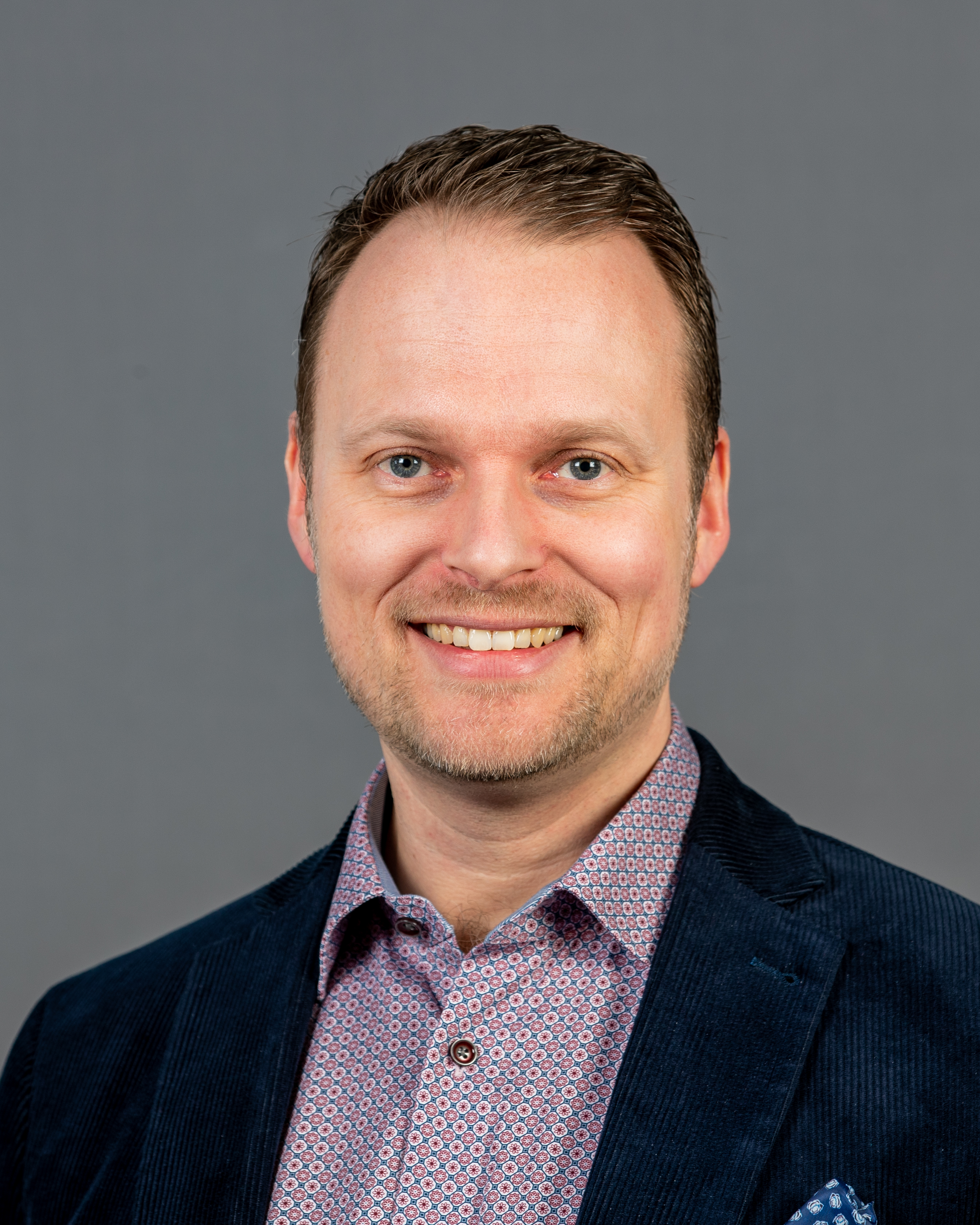
Kai Gehring (* 1977)

- Gehring, Kai (* 1988), deutscher Fußballspieler
- Gehring, Lana (* 1990), US-amerikanische Eisschnellläuferin und Shorttrackerin
- Gehring, Margot (1943–2006), deutsche Unternehmerin
- Gehring, Meike (* 1985), deutsche Fernsehmoderatorin und Journalistin
- Gehring, Michael (1918–1969), deutscher Arzt, Gesundheitspolitiker und SED-Funktionär
- Gehring, Paul (1890–1970), deutscher Bibliothekar und Wirtschaftshistoriker
- Gehring, Peter (1944–2001), deutscher Architekt, Musiker und bildender Künstler
- Gehring, Petra (* 1961), deutsche Philosophin, Professorin für Philosophie
- Gehring, Rolf (* 1955), deutscher Tennisspieler
- Gehring, Rudolf (1888–1980), deutscher Verwaltungsbeamter und Politiker (SPD), MdL
- Gehring, Rudolf (* 1948), österreichischer Politiker (CPÖ), Bundesobmann
- Gehring, Thomas (* 1957), deutscher Politikwissenschaftler
- Gehring, Thomas (* 1958), deutscher Politiker (Bündnis 90/Die Grünen), MdL
- Gehring, Ulrike (* 1969), deutsche Kunsthistorikerin, Hochschullehrerin
- Gehring, Viktor (1889–1978), deutscher Regisseur, Schauspieler und Drehbuchautor
- Gehring, Viola (* 1971), deutsche Schriftstellerin, Bestsellerautorin und Vortragsrednerin
- Gehring, Walter (1939–2014), Schweizer Molekular- und Entwicklungsbiologe
- Gehring, Werner (1935–2020), deutscher Unternehmer
- Gehring, Wilhelm (1901–1948), deutscher SS-Hauptscharführer im KZ Auschwitz
- Gehring, Willi (* 1949), deutscher Politiker (CDU), MdL
- Gehring, Wolfram (* 1928), deutscher Organist
- Gehringer, Charlie (1903–1993), US-amerikanischer Baseballspieler
- Gehringer, Joseph (1803–1856), deutscher katholischer Theologe
- Gehringer, Konrad (1939–2003), deutscher Orgelbauer, Erfinder und Entwickler des SPELEONAUTS
- Gehringer, Paul (* 2000), deutscher Volleyball- und Beachvolleyballspieler
- Gehringer, Raoul (1971–2018), österreichischer Komponist und Chorleiter
- Gehrisch, Peter (* 1942), deutscher Schriftsteller
- Gehrke, Axel (1942–2021), deutscher Politiker (AfD), MdB
- Gehrke, Bernd (* 1950), deutscher Historiker, DDR-Oppositioneller
- Gehrke, Claudia (* 1953), deutsche Verlegerin und Publizistin
- Gehrke, Claus (* 1942), deutscher Biathlet
- Gehrke, Fritz (1855–1916), deutscher Genremaler und Illustrator
- Gehrke, Hans-Joachim (* 1945), deutscher AlthistorikerHans-Joachim Gehrke (* 1945)

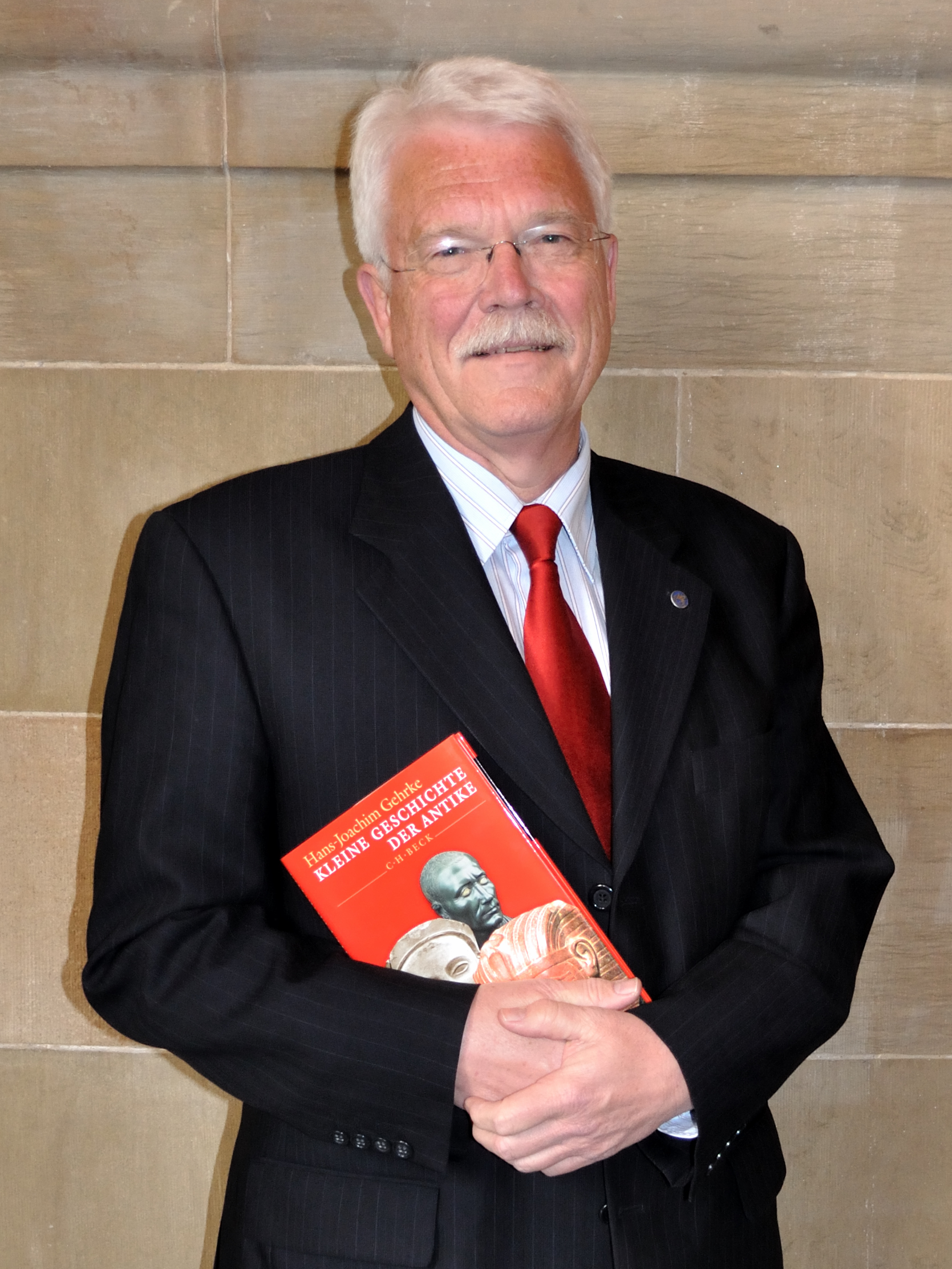
Hans-Joachim Gehrke (* 1945)

- Gehrke, Heinrich (* 1939), deutscher Jurist und ehemaliger Richter
- Gehrke, Herbert (1910–1945), deutscher SA-Führer
- Gehrke, Holger (* 1960), deutscher Fußballtorwart und heutiger Torwarttrainer
- Gehrke, Klaus (* 1939), deutscher Schauspieler
- Gehrke, Martha Maria (1894–1986), deutsche Journalistin
- Gehrke, Max (1865–1943), deutscher Notar und Mitglied des Provinziallandtages der Provinz Hessen-Nassau
- Gehrke, Michael (1943–2004), deutscher Jazz-Sänger, Stadtimagepfleger von Hannover
- Gehrke, Robert (1892–1972), deutscher Politiker der (KPD)
- Gehrke, Roland (* 1954), deutscher Ringer
- Gehrke, Roland (* 1966), deutscher Neuzeithistoriker und Slawist
- Gehrke, Siegfried (* 1965), deutscher American-Football-Spieler und -Trainer
- Gehrke, Torbjörn (* 1967), schwedischer Basketballspieler und -trainer
- Gehrke, Willi (1908–1987), deutscher Politiker (SPD), MdA
- Gehrke, Wolfgang (* 1945), deutscher Ingenieur, Kommunalpolitiker (CDU) und Manager
- Gehrke, Wolfgang (* 1957), deutscher Fußballtorhüter
- Gehrken, Franz (* 1809), deutscher Verwaltungsjurist und Richter
- Gehrlach, Andreas (* 1981), deutscher Kultur- und Literaturwissenschaftler
- Gehrlein, Markus (* 1957), deutscher Jurist, Richter am Bundesgerichtshof, Honorarprofessor (Universität Mannheim)
- Gehrlein, Stephanie (* 1982), deutsche Tennisspielerin
- Gehrlein, Wilhelm (1920–1985), deutscher Jurist
- Gehrlinger, Maximilian (* 1991), deutscher Schauspieler und Model
- Gehrmann, Bernard J. (1880–1958), US-amerikanischer Politiker deutscher Herkunft
- Gehrmann, Carl (1876–1966), deutscher Politiker (SPD), MdL, MdHB
- Gehrmann, Donald (1927–2022), US-amerikanischer Mittelstreckenläufer
- Gehrmann, Eckhard (* 1957), deutscher Maler, Zeichner und Lithograf
- Gehrmann, Eduard (1888–1960), deutscher Ordensgeistlicher und Diplomat
- Gehrmann, Friedhelm (* 1939), deutscher Wirtschafts- und Sozialwissenschaftler
- Gehrmann, Gustav von (1823–1892), deutscher Verwaltungsbeamter
- Gehrmann, Hasso (1924–2008), deutscher Designer, Philosoph und Künstler
- Gehrmann, Hermann (1861–1916), deutscher Musikkritiker und Komponist
- Gehrmann, Joachim (* 1965), deutscher Fußballspieler
- Gehrmann, Karl (1884–1953), deutscher Politiker (KPD)
- Gehrmann, Karl-Heinz (1914–1996), deutscher Historiker
- Gehrmann, Kristina (* 1989), deutsche Comiczeichnerin
- Gehrmann, Kurt (1911–1973), deutscher Politiker (SPD), MdL
- Gehrmann, Max (* 1995), deutscher Fußballspieler
- Gehrmann, Paul (* 1995), deutscher Fußballspieler
- Gehrmann, Susanne (* 1970), deutsche Afrikanistin und Literaturwissenschaftlerin
- Gehrold, Stefan (* 1965), deutscher Rechtsanwalt und Politiker (CDU), MdEP
- Gehrs, Oliver (* 1968), deutscher Autor und Herausgeber
- Gehrt, Mathias (* 1992), dänischer Fußballspieler
- Gehrt, Matthias (* 1957), deutschsprachiger Theaterregisseur und Schauspieldirektor
- Gehrts, Adolf (1886–1943), deutscher Fußballspieler
- Gehrts, Anna (1855–1901), deutsche Landschaftsmalerin der Düsseldorfer Schule
- Gehrts, Carl (1853–1898), deutscher Maler und Hochschullehrer
- Gehrts, Erwin (1890–1943), deutscher Flieger und Journalist
- Gehrts, Franz (1860–1894), deutscher Landschaftsmaler und Illustrator
- Gehrts, Heino (1913–1998), deutscher Märchen-, Mythen- und Sagenforscher
- Gehrts, Johannes (1855–1921), deutscher Maler und Buchillustrator
- Gehrts, Meg (1891–1966), deutsche Schauspielerin und Autorin
- Gehrum, Julius (1889–1947), deutscher Polizist und Kriegsverbrecher
- Gehry, Frank (* 1929), kanadisch-US-amerikanischer Architekt und DesignerFrank Gehry (* 1929)

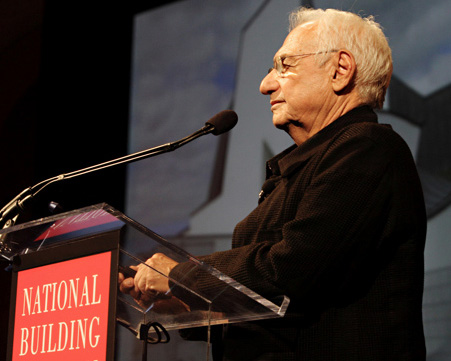
Frank Gehry (* 1929)

### Gehs
- Gehse, Albrecht (* 1955), deutscher Maler
- Gehse, Helene (1902–1982), deutsche Politikerin (SPD), Mitglied des Abgeordnetenhauses von Berlin

### Gehw
- Gehweiler, Bernhard (1879–1932), deutscher Politiker
- Gehweiler, Franz (1917–1979), deutscher Bürgermeister und Politiker (CDU)
- Gehweiler, Isabel (* 1988), deutsche Violoncellistin und Komponistin